# 매사추세츠 대학교 의과대학
매사추세츠 대학교 의과대학(University of Massachusetts Medical School)는 매사추세츠 대학교의 5개 캠퍼스 중 하나로 의학전문대학교이다. 메디컬 스쿨이다보니 일반 학사과정은 없고 석박 과정만 다루는 대학원이다.